# شهرستان کتاف والبقع
ناحیهٔ کتاف والبقع (به عربی: مدیریة کتاف والبقع) یک ناحیه در یمن است که در استان صعده واقع شده‌است.
ناحیهٔ کتاف والبقع ۴۳٬۰۳۴ نفر جمعیت دارد.